# Oosterwijk (Utrecht)
Oosterwijk is een dorp ten westen van Leerdam. In het verleden behoorde Oosterwijk tot het nog verder naar het westen gelegen Kedichem. Oosterwijk ligt aan de rivier de Linge.
Oosterwijk bestaat uit de Lingedijk, de Noorderlingedijk, de Koenderseweg, de Oudendijk, de Nortierstraat en het Kerkelaantje. Het Kerkelaantje vormt de kern van het dorp. Het dorp bestaat uit ongeveer tachtig huizen. Klein-Oosterwijk hoort niet bij Oosterwijk maar is een straat van Leerdam. Het grenst echter wel aan Oosterwijk.
Oosterwijk kan worden verward met het Noord-Brabantse Oisterwijk dat dezelfde uitspraak, maar niet dezelfde spelling heeft.

## Geschiedenis
De oudste vermelding van Oosterwijk dateert uit 1269, waarbij Jan van Arkel en het kapittel van de Utrechtse Domkerk onenigheid hadden over de tienden en het recht van patronaatschap. Er was dus sprake van een kerkgebouw in Oosterwijk.
Voor 1820 was Oosterwijk een zelfstandig dorp met eigen schout (burgemeester) en schepenen (wethouders). 

## Kerk van Oosterwijk
Aan het Kerkelaantje bevindt zich de hervormde kerk van Oosterwijk. Het middeleeuwse kerkgebouw werd wegens bouwvallige staat in 1872 afgebroken en vervolgens in de huidige vorm herbouwd. Eind jaren 90 is de klokkentoren vervangen. De oude klokkentoren bleek in zo'n slechte staat, dat deze moest worden vervangen. Daarmee heeft de kerk van Oosterwijk de voorpagina van het AD gehaald. Op de voorpagina was te zien hoe de oude klokkentoren van de kerk werd getakeld. Het hout was dermate rot dat het met de hand verpulverd kon worden. Op 26 mei 1997 kreeg de kerk, na bijna een jaar zonder klokkentoren te hebben gestaan, een replica van de oude klokkentoren.

## Het kasteel van Oosterwijk
Het kasteel Huis te Oosterwijk dat ooit naast de kerk stond, is in de 19e eeuw grotendeels afgebroken. Het resterende gedeelte is in 1984 afgebrand.

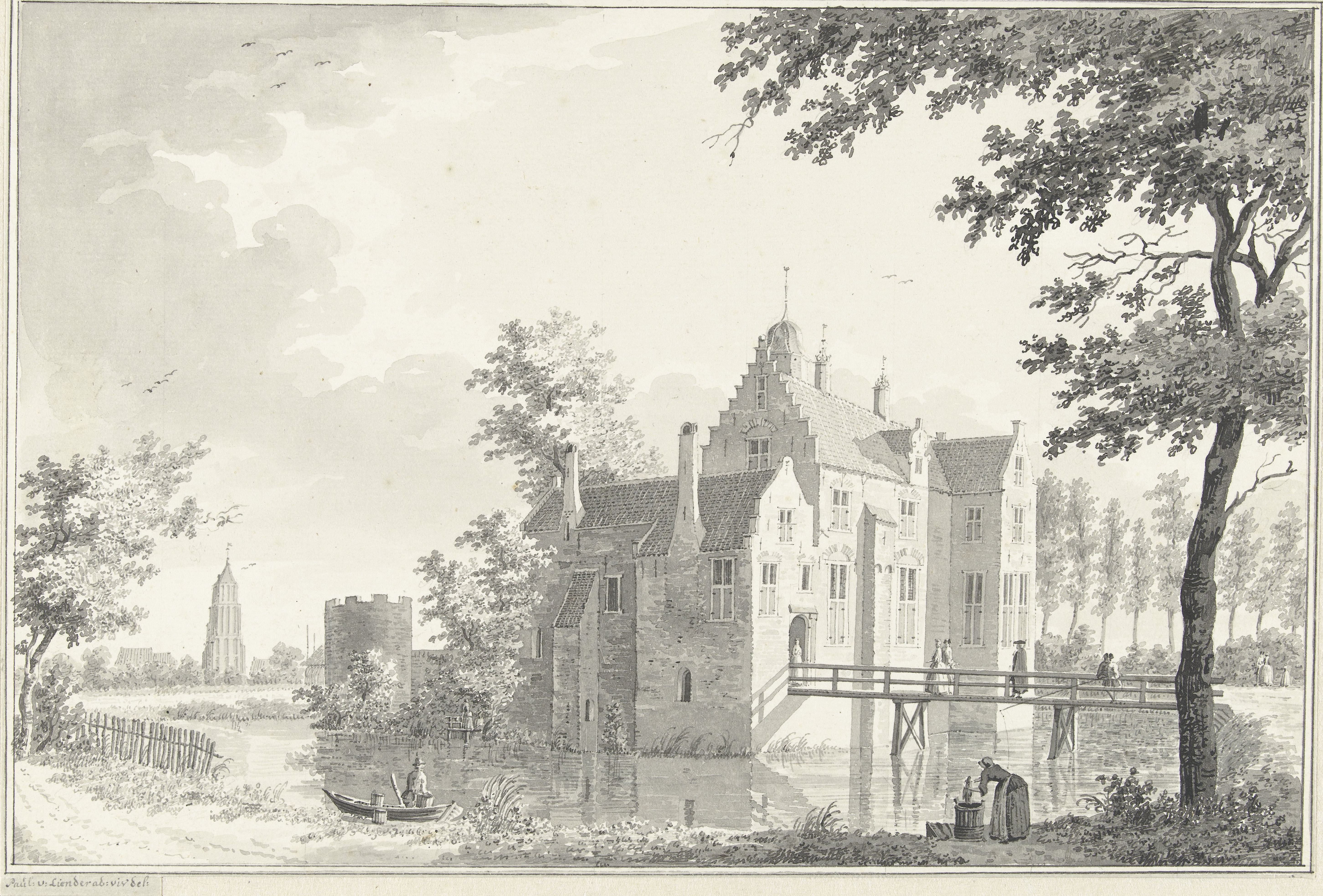
Huis Oosterwijk in 1750 door Paulus van Liender
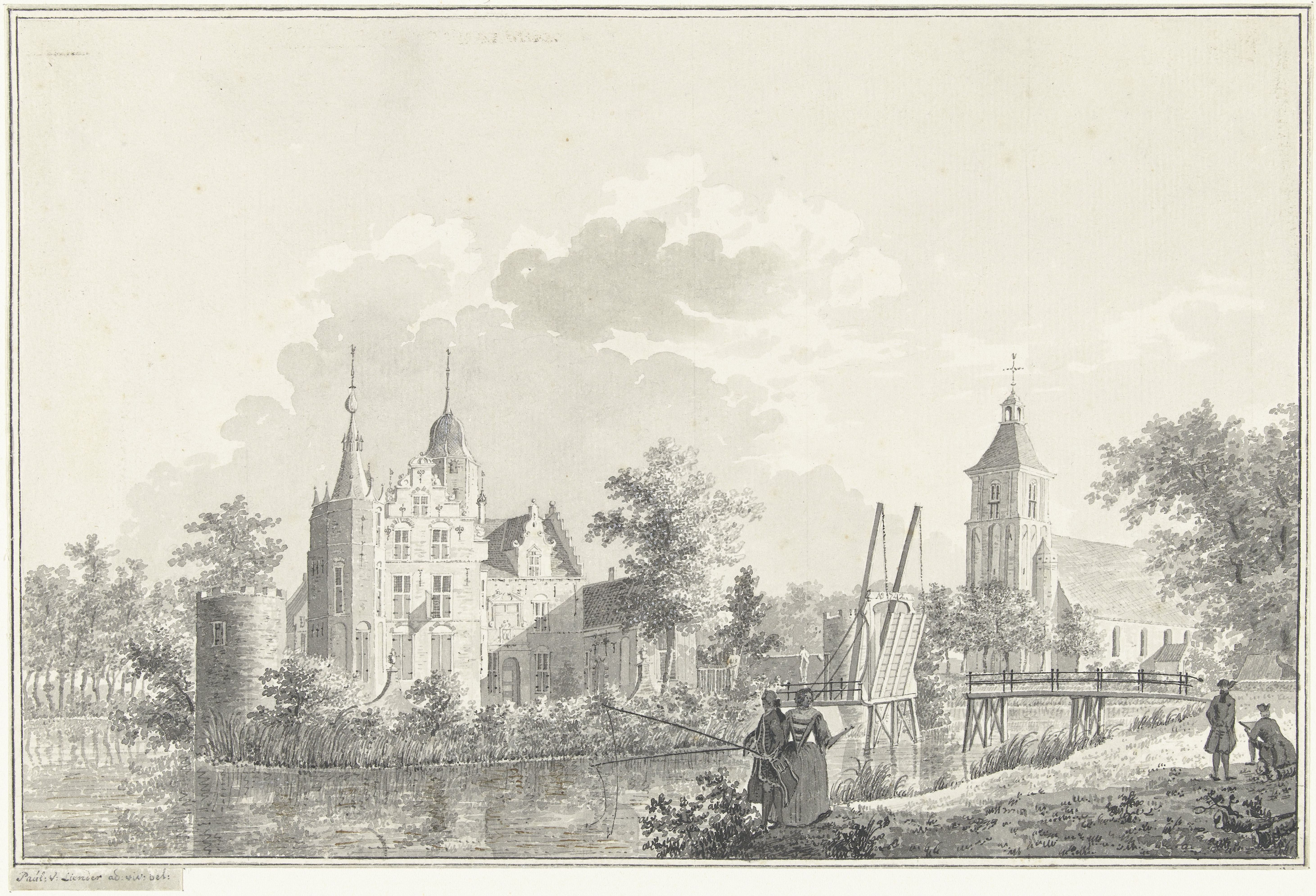
Huis Oosterwijk met kerk in 1750 door Paulus van Liender

## Monumenten
Een deel van Oosterwijk is een beschermd dorpsgezicht. Verder zijn er in het dorp een aantal rijksmonumenten, zie:
- Lijst van rijksmonumenten in Oosterwijk

Steden: Ameide · Leerdam · Vianen      Dorpen: Everdingen · Hagestein · Hei- en Boeicop · Hoef en Haag · Kedichem · Leerbroek · Lexmond · Meerkerk · Nieuwland · Schoonrewoerd · Tienhoven aan de Lek · Zijderveld
Buurtschappen: Achterdijk · Achthoven · Broek · Diefdijk (Vijfheerenlanden) · Diefdijk (Vijfheerenlanden en West Betuwe) · Geer · Helsdingen · Hoogeind · Hoogewaard · Kortenhoeven · Kortgerecht · Lakerveld · Middelkoop · Loosdorp · Oosterwijk · Ossenwaard · Overboeicop · Overheicop · Sluis · Tienhoven (Everdingen) · Weverwijk
Utrecht: Steden en dorpen in Utrecht      Nederland: Provincies · Gemeenten